# Abla
Abla (ant. Abula) é um município da Espanha na província de Almería, comunidade autónoma da Andaluzia, de área 45,24 km² com população de 1 504 habitantes (2009) e densidade populacional de 33,24 hab/km².

## Demografia
| Variação demográfica do município entre 1996 e 2006 | Variação demográfica do município entre 1996 e 2006 | Variação demográfica do município entre 1996 e 2006 | Variação demográfica do município entre 1996 e 2006 |
| --------------------------------------------------- | --------------------------------------------------- | --------------------------------------------------- | --------------------------------------------------- |
| 1996                                                | 2001                                                | 2004                                                | 2006                                                |
| 1 529                                               | 1 517                                               | 1 482                                               | 1 505                                               |